# تبالة (الشحر)
'

تعديل مصدري - تعديل

تبالة هي إحدى قرى عزلة الشحر بمديرية الشحر التابعة لمحافظة حضرموت، بلغ تعداد سكانها 675 نسمة حسب تعداد اليمن لعام 2004.